# 三浦布美子
三浦 布美子（みうら ふみこ、1941年7月17日 - ）は、本名は黒田ふみこ。女優、歌手、舞踊家。公益社団法人日本小唄連盟相談役。東京都出身。

## 人物
1941年(昭和16年)7月17日、東京都日本橋で生まれる。2歳で浅草に移り、6歳の6月6日から祖母で小唄田毎流家元の田毎てる三に学び、他に日本舞踊を猿若清方に、清元、鳴物、長唄などを学び始める。台東区立富士小学校を経て淑徳学園中学を卒業。中学生の時から浅草で芸者としてお座敷に出るようになり、1962年（昭和36年）、20歳の若さで田毎てる三を祖母から譲り受けて二代目小唄田毎流の家元となる。
1963年(昭和38年)、日本クラウンから専属歌手デビュー。翌1964年(昭和39年)からレギュラー出演したＮＨＫ「芸能百選」で人気を得る。その後は多くの「蛇姫様」等の映画や、テレビ番組、黄桜などのCMで活躍した。また、小唄の普及にも尽力・現在も勢力的に活動している。
1977年(昭和52年)、日本ポリドールに移籍。民謡などを吹き込んだが、数年で日本クラウンに復籍した。
平成に入ってからも、舞台女優・小唄家元として活躍を続けている。

## 出演作品

### 映画
- 落語野郎 大馬鹿時代（1966年）
- 落語野郎 大爆笑（1967年）
- 爆笑野郎 大事件（1967年）
- 新宿そだち（1968年）
- 徳川女系図（1968年）
- 恋の乙女川（1969年）
- 満願旅行（1970年）
- 起きて転んでまた起きて（1971年）
- 喜劇 女子学生 華やかな挑戦（1975年）
- ビクター＝ワールド（1971年）

### テレビドラマ
- 人形佐七捕物帳 第50話「花見の仇討ち」（1966年、NHK） - 文字房
- 風 第26話「無法の宿場」（1967年、TBS）
- ご存知からす堂（1967年、CX）
- 特別機動捜査隊 第329話「花散りぬ」（1968年、NET） - 千代龍
- 大奥（1968年、KTV） - 北の丸（綱吉側室）
  - 第11話「犬将軍とお端女中」
  - 第12話「元祿 雪の十四日」
  - 第13話「開かずの間悲話」
- 銭形平次 （CX）
  - 第106話「黒い傷あと」（1968年） - おみの
  - 第413話「女心に背を向けて」（1974年） - お園
  - 第774話「炎の中の顔」（1981年） - おりん/お蝶
  - 第820話「見知らぬ私」（1982年） - お藤、お駒
- 笑ってよいしょ（1969年、NTV） - ふみ奴
- 花のお江戸のすごい奴 第12話「女地獄」（1969年、CX）
- 鞍馬天狗（1969年、NHK） - 小吉
- 日本怪談劇場 第1話「怪談 蚊喰鳥」（1970年、12CH） - お菊
- テレビスター劇場
  - 産科・歯科
    - （第1シリーズ）（1970年、MBS）
- 人形佐七捕物帳 第3話「河童の捕物」（1971年、NET） - 芸者菊松
- 大江戸捜査網 （12CH）　
  - 第1シリーズ 第28話「ヤバいことなら銭になる!」（1971年）
  - 第2シリーズ 第14話「おんな一代命の舞」（1972年） - お仙
  - 第3シリーズ 第149話「涙で斬った地獄花」（1976年） - お静
- 蛇姫様（1972年、12CH） - お島（主演）
- 怪談 第6回「累ヶ渕」（1972年、MBS） - 新左衛門の妻
- 旅人異三郎 第21話「天竜しぶきが絆を結んだ」（1973年、12CH） - 八重
- ふりむくな鶴吉 第4話「深川余情」（1974年、NHK） - 千代松
- 伝七捕物帳（NTV）
  - 第34話「赤っ鼻の五平 危機一髪」（1974年） - お袖
  - 第119話「罪の身代わり子守唄」（1976年）- お浪
- お耳役秘帳 第9話「聞くか聞かぬか女のお耳」（1976年、KTV） - お紺
- 若さま侍捕物帳　第14話「参上!! 黒い罠」（1978年、ANB） - 菊乃
- 文吾捕物帳　第11話「慕情の女」（1982年、ANB）
- 源九郎旅日記 葵の暴れん坊　第22話「肥後の影花わかれ花」（1982年、ANB） - お香
- 遠山の金さんII 第4話「匕首殺人・芸者小照の天国に結ぶ恋!」（1985年、ANB） ※高橋英樹版 - 小照
- 金曜女のドラマスペシャル「山村美紗サスペンス・小野小町殺人事件」（1986年、CX） - 志野
- ザ・ドラマチックナイト「細雪友禅殺人事件」（1988年、CX）
- 妻たちの密やかな愉しみ（1988年、TBS）
- 火曜サスペンス劇場「おかしな夫婦3」（1997年、NTV） - まち
- 暴れん坊将軍IX 第28話「江戸城大揺れ!! 吉宗ついに結婚か…」（1999年、ANB） - 天英院

### その他のテレビ番組
- いじわる問答 「男と女」（1968年、CX）
- 芸能百選（NHK総合）

### ラジオ番組
- 歌謡大行進（1969年、文化放送） - 金曜パーソナリティー

### 舞台
- 大奥
- しあわせ地蔵
- お喜久恋歌一番纏
- 緋牡丹慕情
- 櫂より喜和
- 新吾十番勝負
- 晴れ姿、兄弟槍
- 七変化花舞台
- 草笛の音次郎
- 江戸を斬る

### CM
- 清酒黄桜